# 沙河街道 (包头市)
沙河街道，是中华人民共和国内蒙古自治区包头市九原区下辖的一个乡镇级行政单位。

## 行政区划
沙河街道下辖以下地区：
黄金社区、育才社区、万达社区、华融社区、花园社区、井坪社区、天绿社区、振翔社区、韩庆坝第一社区、韩庆坝第二社区、西脑包村和梁家营子村。